# Nuoto ai campionati europei di nuoto 2014 - Staffetta mista 4x100 metri misti
La staffetta mista 4x100 m misti degli Europei 2014 si è svolta il 19 agosto 2014. Le batterie si sono svolte la mattina, mentre la finale si è svolta la sera dello stesso giorno.

## Medaglie
| Posizione | Oro | Argento                                                                                          | Bronzo |
| --------- | --- | ------------------------------------------------------------------------------------------------ | --- |
| Paese     | Regno Unito | Paesi Bassi                                                                                      | Russia |
| Atleti    | Chris Walker-Hebborn Adam Peaty Jemma Lowe Francesca Halsall Georgia Davies* Ross Murdoch* Adam Barrett* Rebecca Turner | Bastiaan Lijesen Bram Dekker Inge Dekker Femke Heemskerk Wendy van der Zanden* Ilse Kraaijeveld* | Vladimir Morozov Vitalina Simonova Viacheslav Prudnikov Veronika Popova Nikita Ulyanov* Grigory Falko* Svetlana Čimrova* Elizaveta Bazarova* |

## Record
Prima della manifestazione il record del mondo (RM) e il record europeo (EU) erano i seguenti.
| Record mondiale | 3'46"52 | Australia | 31 gennaio 2014 Perth, Australia      |
| Record europeo  | 3'49"05 | Russia    | 12 luglio 2014 Dordrecht, Paesi Bassi |

Durante la competizione sono stati migliorati i seguenti record:
| Data      | Evento      | Nazione     | Tempo   | Record          |
| --------- | ----------- | ----------- | ------- | --------------- |
| 19 agosto | 1ª batteria | Italia      | 3'48"57 | Record europeo  |
| 19 agosto | Finale      | Regno Unito | 3'44"02 | Record mondiale |

## Risultati

### Batterie
| Pos. | Batteria | Corsia | Nazione     | Atleti | Tempo   | Note |
| ---- | -------- | ------ | ----------- | --- | ------- | ---- |
| 1    | 1        | 4      | Italia      | Christopher Ciccarese (54"64) Andrea Toniato (1'00"40) Ilaria Bianchi (57"82) Chiara Masini Luccetti (55"71) | 3'48"57 | Q,   |
| 2    | 1        | 2      | Regno Unito | Georgia Davies (1'00"15) Ross Murdoch (59"31) Adam Barrett (52"54) Rebecca Turner (56"82)                    | 3'48"82 | Q    |
| 3    | 2        | 4      | Germania    | Lisa Graf (1'01"06) Hendrik Feldwehr (1'00"25) Alexandra Wenk (59"10) Steffen Deibler (49"05)                | 3'49"46 | Q    |
| 4    | 2        | 3      | Russia      | Nikita Ulyanov (54"76) Grigory Falko (1'02"05) Svetlana Čimrova (59"89) Elizaveta Bazarova (55"24)           | 3'51"94 | Q    |
| 5    | 2        | 6      | Paesi Bassi | Bastiaan Lijesen (55"14) Bram Dekker (1'01"71) Wendy van der Zanden (1'00"63) Ilse Kraaijeveld (55"99)       | 3'53"47 | Q    |
| 6    | 2        | 2      | Slovacchia  | Karin Tomeckova (1'03"44) Tomas Klobucnik (1'01"36) Katarina Listopadova (58"46) Michal Navara (50"93)       | 3'54"19 | Q    |
| 7    | 2        | 5      | Finlandia   | Mimosa Jallow (1'02"38) Matti Mattsson (1'01"58) Tanja Kylliaeinen (1'01"43) Ari-Pekka Liukkonen (50"06)     | 3'55"45 | Q    |
| 8    | 1        | 3      | Austria     | Joerdis Steinegger (1'03"18) Lisa Zaiser (1'09"16) Filip Milcevic (53"96) Martin Spitzer (50"85)             | 3'57"15 | Q    |
| 9    | 1        | 5      | Turchia     | Doruk Tekin (56"74) Gizem Bozkurt (1'11"98) Ezgi Yazici (1'02"08) Baslakov Iskender (49"95)                  | 4'00"75 |      |
| —    | 1        | 6      | Rep. Ceca   | |         | DNS  |
| —    | 2        | 7      | Francia     | |         | DNS  |

## Finale
| Pos. | Nazione | Atleti      | Tempo | Corsia  | Note            |
| ---- | ------- | ----------- | --- | ------- | --------------- |
|      | 5       | Regno Unito | Chris Walker-Hebborn (53"68) Adam Peaty (59"30) Jemma Lowe (57"51) Francesca Halsall (53"53)              | 3'44"02 | Record mondiale |
|      | 2       | Paesi Bassi | Bastiaan Lijesen (55"19) Bram Dekker (1'01"66) Inge Dekker (56"81) Femke Heemskerk (52"27)                | 3'45"93 |                 |
|      | 6       | Russia      | Vladimir Morozov (53"81) Vitalina Simonova (1'07"33) Viacheslav Prudnikov (52"58) Veronika Popova (53"62) | 3'47"34 |                 |
| 4    | 3       | Germania    | Jenny Mensing (1'01"87) Marco Koch (59"14) Alexandra Wenk (58"64) Steffen Deibler (47"96)                 | 3'47"61 |                 |
| 5    | 4       | Italia      | Luca Mencarini (54"58) Mattia Pesce (1'00"43) Elena Di Liddo (58"93) Federica Pellegrini (54"29)          | 3'48"23 |                 |
| 6    | 7       | Slovacchia  | Karin Tomeckova (1'04"41) Tomas Klobucnik (1'00"83) Katarina Listopadova (58"45) Michal Navara (50"80)    | 3'54"49 |                 |
| 7    | 1       | Finlandia   | Mimosa Jallow (1'02"25) Eetu Karvonen (1'02"11) Tanja Kylliaeinen (1'00"73) Ari-Pekka Liukkonen (49"63)   | 3'54"72 |                 |
| 8    | 8       | Austria     | Joerdis Steinegger (1'03"40) Lisa Zaiser (1'09"39) Filip Milcevic (54"18) Martin Spitzer (51"46)          | 3'58"43 |                 |